# Andropogon schirensis
Andropogon schirensis är en gräsart som beskrevs av Ferdinand von Hochstetter. Andropogon schirensis ingår i släktet Andropogon och familjen gräs. Inga underarter finns listade i Catalogue of Life.